# District de Tuaran
Le district de Tuaran (malais : Daerah Ranau) est un district administratif de l'État malaisien de Sabah, qui fait partie de la Division de la côte occidentale. La capitale du district est dans la ville de Ranau.

### Liens connexes
- Districts de Malaisie